# Лясковски манастир
Вижте пояснителната страница за други значения на Свети апостоли Петър и Павел.
Лясковският манастир „Св. св. Петър и Павел“ е български православен девически манастир, част от Великотърновската епархия.

## Местоположение
Разположен е на 1,5 km южно от Лясковец и на около 6 km североизточно от Велико Търново. Разположен е на надморска височина 493 m, над Лясковец, върху скали в северната част на Арбанашкото плато.

## История
Манастирът е изграден през XII век вероятно след преустройството на малка крепост. Проучвания на района доказват, че на това място преди това е съществувал и малък римски кастел. Според местното предание земите около днешния манастир били владение на братята Асен и Петър. При обявяването на въстанието за освобождаване на България от византийско владичество през 1185 г. те дали оброк, ако въстанието е успешно, да изградят манастир.
В края на XIV век манастирът е разрушен от османските нашественици. Няколко пъти той е възстановяван и отново разграбван и опожаряван. Едно от възстановяванията му е било през 1662 г. с помощта на местното българско население. В този период Търновската епархия, в която се намира манастирът, е била подвластна на гръцката Цариградска патриаршия. Поради тази причина е управляван от гръцки владика, който изгонва българските монаси и настанява гръцки игумен и монаси. Това продължава до провъзгласяването на самостоятелната Българска църква през 1870 г., а гърците били изгонени.
По време на османското владичество Лясковският манастир поддържал връзки с Русия. Свидетелство за това е подареното от руския цар Петър I през 1718 г. четириевангелие, обковано с позлатени корици, които днес се пазят в Църковния историко-археологически музей в София (инв. 6416).
Манастирът е тясно свързан с няколко забележителни исторически събития свързани с националноосвободителните борби на българския народ.
- През 1700 г. вдовицата Мара и синът ѝ Стоян заедно с известния влашки войвода Мирчо подготвили в манастира въстание срещу Османската империя. Съзаклятник е бил игуменът на манастира Софроний. Въстанието днес е известно като Мариното въстание.
- В 1856 г. Капитан Дядо Никола Филиповски повежда от манастира тринадесет четници към Габровския балкан.
- На 15 юни 1862 г. хаджи Ставрий организира тук буна (Хаджиставревата буна) със седемдесет души.

След тези събития манастирът запустява за няколко години поради факта, че игуменът хаджи Теодосий и брат му хаджи Йоасаф са заточени в Диарбекир, а монасите – затворени. През април 1869 г. Васил Левски тайно пристига в Лясковския манастир и основава в Лясковец революционен комитет, а през 1872 преминава отново с Ангел Кънчев. Манастирът често е давал убежище на апостолите на Великотърновския революционен окръг: отец Матей Преображенски-Миткалото, Георги Измирлиев, Иван Панов Семерджиев, Бачо Киро, Христо Иванов-Големия.
През 1874 г. Браницкият епископ Климент открива първото българско богословско училище, което по-късно прераства в Духовна семинария и продължава дейността си до 1885 година.
През 1878 г. славянският благотворителен комитет урежда в манастира сиропиталище за пострадалите с управител Добри Войников.
По време на Стомболовия режим (1893 г.) тук е заточен Васил Друмев.
От 1902 до 1912 г. Петропавловският манастир е превърнат в приют за душевно болни.
Старата църква на манастира била украсена със стенна живопис през 1662 г. Голямото земетресение в Горна Оряховица през 1913 г. и избухналият след него пожар разрушават храма, източното манастирско крило и още няколко постройки. Устояват само новите сгради на семинарията. Впоследствие, след продължителна реставрация, манастирът отново е възстановен.
В периода 1918 – 1922 г. тук се заселват 60 руски бежанци, а след тяхното напускане манастирът става девически. От 1925 до 1928 г. функционира църковно-певческо училище. През 1937 г. манастирът се превръща в дом-работилница за глухонеми момчета, закрита през 1945 г. През 1947 г. митрополит Софроний отново възстановява монашеското девическо братство.
През 1980 г. е изградена и днешната камбанария.

## Описание
Лясковският манастир днес представлява комплекс от съборен храм „Св. св. апостоли Петър и Павел“, два параклиса – „Покров Богородичен“ и „Света Троица“, кула-камбанария, както и жилищни и стопански сгради. Освен сградата на Духовната семинария останалите постройки са строени след земетресението от 1913 г. В една от стаите на семинарията се намира параклисът „Покров Богородичен“. В основите на кулата-камбанария е намерен езически олтар, служил на римския гарнизон. До нея е долепен параклисът „Св. Троица“.